# Altenburg
För andra betydelser, se Altenburg (olika betydelser).
Altenburg är en stad i det tyska förbundslandet Thüringen och huvudort i distriktet Altenburger Land. Staden är känd för kortspelet skat, vilket uppfanns här cirka 1810.
Staden växte från 1400-talet fram i skuggan av Altenburgs slott. 1826-1918 var Altenburg huvudstad i hertigdömet Sachsen-Altenburg.

## Museer
- I slottet, som höjer sig över staden, finns ett spelkortsmuseum, Spilkartenmuseum[5].
- En historisk frisersalong ligger på Pauritzer Straße. Den bevarade inredningen från 1920-talet i den 1966 stängda salongen återupptäcktes 2001.[6]

## Monument
Vid Brühl, stadens äldsta torg, finns världens troligen enda kortspelsmonument, Skatbrunnen.

## Arbetsläger i Tredje riket
Under slutet av nazitiden i Tredje riket var Altenburg en av de platser i Tyskland där det fanns arbetsläger. De läger som fanns i Altenburg var underläger till Buchenwald och lägrets arbetskraft utnyttjades huvudsakligen av företaget HASAG (Hugo und Alfred Schneider AG). HASAG var ett privatägt företag som hade flest slavarbetare efter IG Farben och Goring Werke. Företaget drevs av Paul Budin, en inflytelserik medlem av Nazistpartiet. Från och med sommaren 1944 upprättades arbetsläger i anslutning till var och en av HASAG:s fabriker. Till största delen anlitade man kvinnor som arbetskraft, eftersom SS betalade mindre för kvinnor än för män. På grund av kvinnornas högre dödlighet kunde man anställa fler av dem och alltså få mer betalt.

## Galleri
|              |
| Rote Spitzen |

|                     |
| Slottet i Altenburg |